# Industrie- und Handelskammer Schwaben
Die Industrie- und Handelskammer Schwaben (Kurzbezeichnung: IHK Schwaben) ist die Industrie- und Handelskammer im bayerischen Regierungsbezirk Schwaben. Sie ist eine Körperschaft des öffentlichen Rechts, von der gewerblichen Wirtschaft selbst verwaltet. Über 140.000 Unternehmen aus Industrie, Handel und Dienstleistungen im Kammergebiet, jedoch nicht aus Handwerk, Landwirtschaft und freien Berufen, sind gesetzlich zur Mitgliedschaft bei ihr verpflichtet.

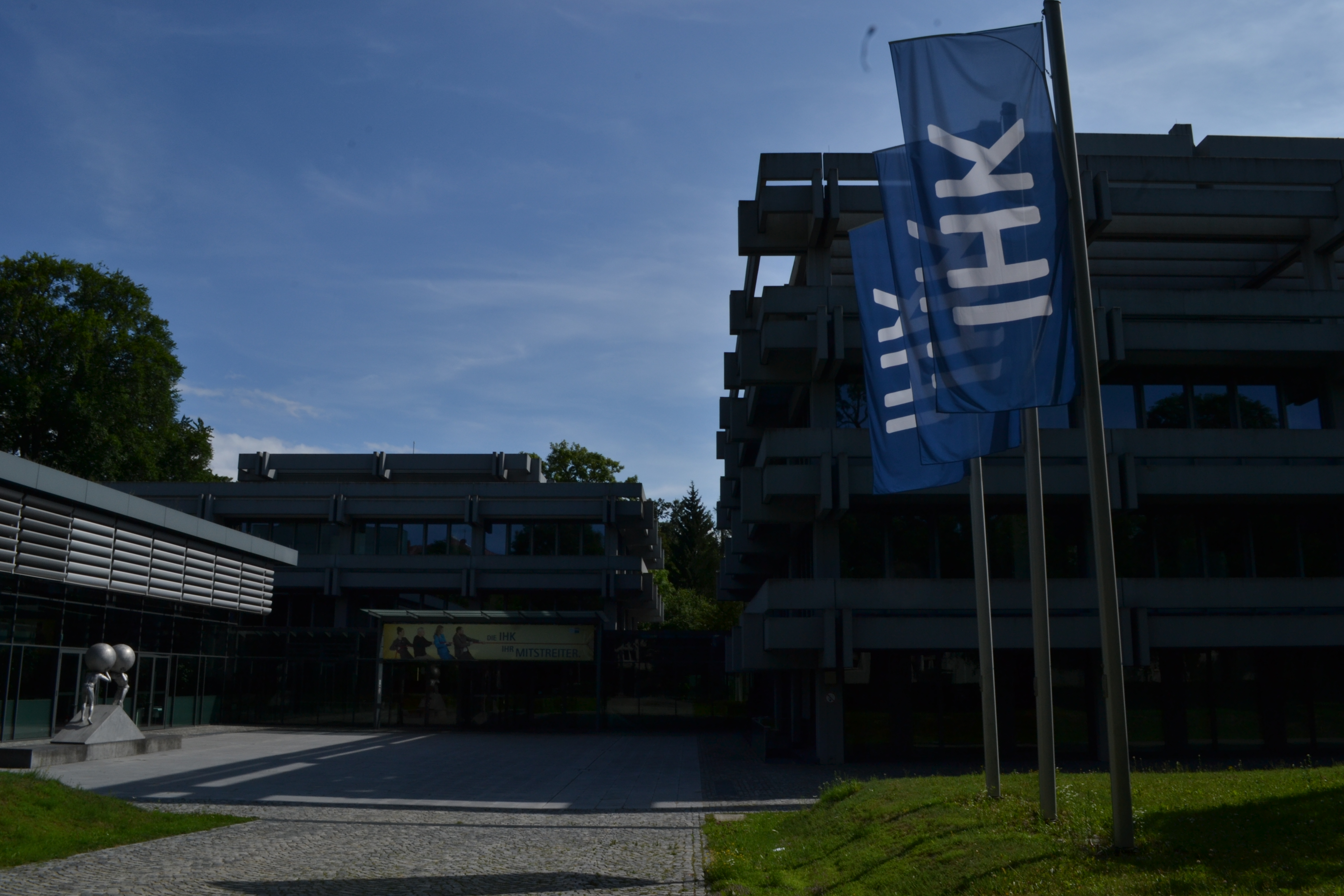
Industrie- und Handelskammer Schwaben

Sitz der Organisation ist Augsburg. Sie unterhält neben der auch für die Region Augsburg zuständigen Hauptgeschäftsstelle acht Regionalbüros in Donauwörth, Günzburg, Kaufbeuren, Kempten, Dillingen, Lindau-Bodensee, Memmingen und Neu-Ulm.

## Struktur

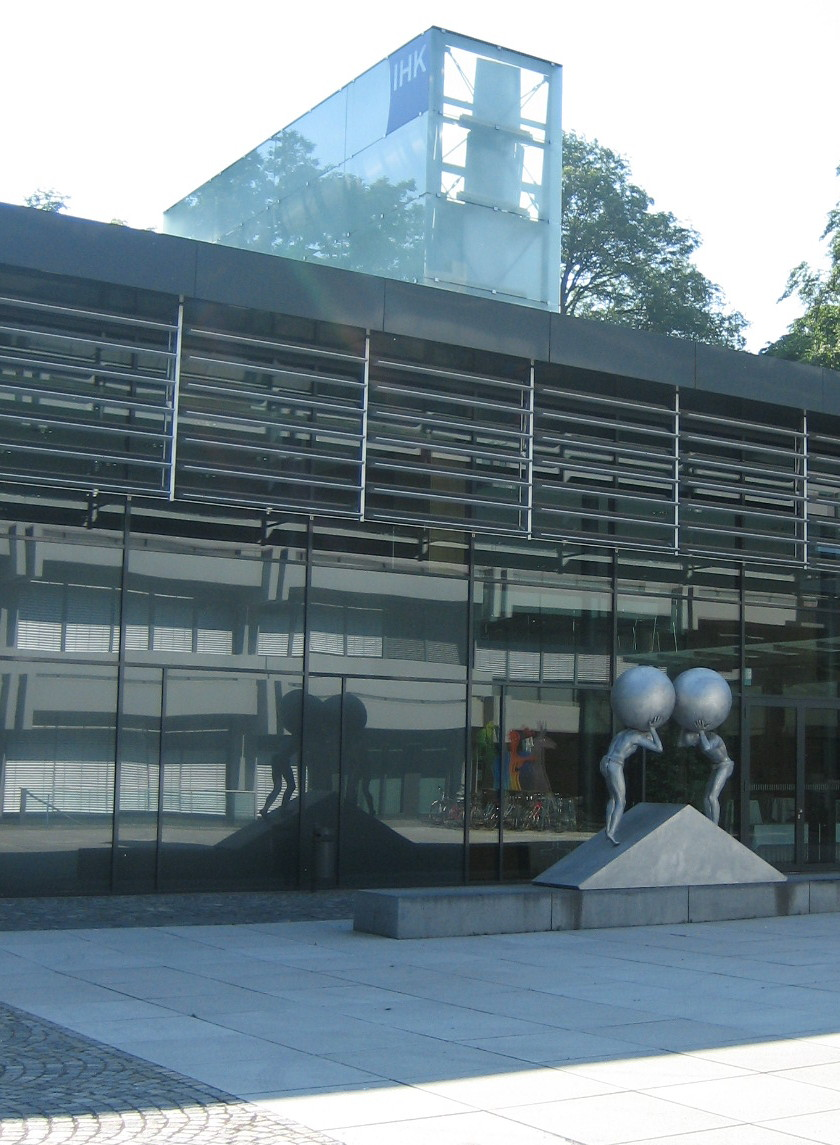
Gebäudetrakt der IHK Schwaben

Das oberste Organ ist die IHK-Vollversammlung. Ihr obliegen grundsätzliche Entscheidungen. So hat sie insbesondere zu befinden über Beiträge, Satzung, Wahlordnung, Wahl des Präsidenten und der Vizepräsidenten, Bestellung des Hauptgeschäftsführers, den Haushalt der Körperschaft und die Gebührenordnung. In der Wahlperiode von 2023–2028 gehören ihr höchstens 80 Mitglieder an, die alle fünf Jahre neu gewählt werden.
Die Vollversammlung wählt aus ihrer Mitte den Präsidenten, drei stellvertretende Präsidenten sowie elf regionale Vizepräsidenten. Das Präsidium legt Richtlinien für die IHK-Politik fest, sofern dafür nicht die Vollversammlung zuständig ist, und überwacht die Erledigung der Aufgaben laufender Geschäftsführung. Der Präsidiumsausschuss, als engerer Kreis aus dem Präsidenten und den drei stellvertretenden Präsidenten bestehend, dient der Beschlussvorbereitung, soll den Präsidenten entlasten und die Durchführung von Vollversammlungsbeschlüssen sicherstellen. Präsident ist derzeit (Stand Januar 2024) Reinhold Braun, Hauptgeschäftsführer Marc Lucassen. Beide vertreten gemeinschaftlich die IHK Schwaben in Rechtsgeschäften und vor Gericht.
Für jeden Landkreis und die Stadt Augsburg bestehenden zusammen elf IHK-Regionalversammlungen. Diese „Unternehmensparlamente“ sollen die Wirtschaftsinteressen vor Ort in der Kommunalpolitik artikulieren. Sie wählen aus ihrer Mitte die Vertreter für die Vollversammlung. Deren Mitglieder werden aus den Wahlgruppen
- Industrie,
- Handel und Tourismus,
- Dienstleistungen

entsandt.
Ferner bestehen acht Fachausschüsse, die einerseits durch Anregungen und Ratschläge, Empfehlungen über Aktivitäten und Maßnahmen sowie mit Stellungnahmen die Arbeit der IHK befruchten sollen. Andererseits bieten sie Gelegenheit, den Meinungs- und Erfahrungsaustausch zwischen den Unternehmen selbst zu pflegen. Abgesehen von den Fachausschüssen sind Prüfungsausschüsse für die Berufsausbildung, die Aufstiegsweiterbildung sowie für die Sachkundeprüfungen eingerichtet. Etwa 5300 Prüfer testen das Wissen von Interessenten für etwa 150 Ausbildungsberufe zzgl. deren Fachrichtungen und für 39 Weiterbildungsprofile.

## Aufgaben
Die IHK Schwaben fasst selbst ihre Aufgaben mit „Bilden.Bündeln.Beraten“ zusammen. Die inhaltliche Arbeit konzentriert sich auf:
- Berufliche Bildung: Service, Beratung/Berufsorientierung, Ausbildungsprüfungen, Weiterbildungsprüfungen
- Standortpolitik: Industrie und Innovation, Mobilität, Handel und Stadtentwicklung, Branchenservice
- Unternehmensservice: Kundenservice, Beratungszentrum Recht und Betriebswirtschaft, Zoll und Außenwirtschaftsrecht

Ihre Hauptaufgaben liegen in der wirtschaftlichen Interessenvertretung ihrer Mitglieder und in Dienstleistungen für die gewerbliche Wirtschaft. Die IHK wird ferner benötigt beispielsweise für das Ausstellen von Außenwirtschaftsdokumenten (etwa Ursprungszeugnis oder Carnet), die Prüfung von Auszubildenden oder das Beraten von Existenzgründern.

## Geschichte

### Von den Anfängen bis zum Ende der Weimarer Republik
Das Einrichten einer Handelskammer in Bayern begehrten als erste Pfälzer Kaufleute im Jahr 1819. Eine von König Ludwig I. gebilligte Verordnung vom 19. September 1842 wird als Gründungsdatum der Augsburger IHK genannt. Nach anderer Quelle entstand hingegen die IHK am 7. April 1843, als der König eine Handelskammer für den Regierungsbezirk Schwaben und Neuburg mit Sitz in Augsburg genehmigte. Am 24. Mai 1843 trat im Augsburger Rathaus erstmals die Mitgliederversammlung zusammen. Diese Organisation wurde 1854 in die Kreis-Gewerbe- und Handelskammer von Schwaben und Neuburg übergeleitet, die ab 1855 bestand. Die Revision der Handelskammergesetzgebung in Bayern vom 20. Dezember 1868 bewirkte die Bildung einer Körperschaft anstelle der bisherigen Versammlungen. Im Jahr 1869 wurde die Handels- und Gewerbekammer für Schwaben und Neuburg gegründet. Die Handwerker erhielten nach dem Jahrhundertwechsel eine separate Interessenvertretung. Nach deren Ausgliederung galt ab 1908 die Bezeichnung Handelskammer Augsburg. Am 12. September 1926 kam es zu einer Namensergänzung: Industrie- und Handelskammer Augsburg hieß nun die Einrichtung.

### Die Zeit des Nationalsozialismus
Die Machtergreifung der Nationalsozialisten brachte für die IHK im Jahr 1933 die Gleichschaltung mit sich. Die IHK funktionierte als zentrale Genehmigungsbehörde bei der „Arisierung“ jüdischer Unternehmen. Ihr Präsident Robert Eisenmeier war in Personalunion „Hauptbearbeiter“ des Gauwirtschaftsberaters Otto Jung. Reichswirtschaftsminister Walther Funk entwickelte den Gedanken, die Parteigaue zu Grundeinheiten auch der staatlichen Gliederung zu machen und erließ im April 1942 eine Verordnung, die die bisherigen Kammern auflöste und Gauwirtschaftskammern errichtete. 1943 wurden in der Folge Handwerkskammer und Industrie- und Handelskammer Augsburg zur Gauwirtschaftskammer Schwaben vereint.

### Nach dem Zweiten Weltkrieg
Die amerikanische Militärregierung schuf mit Wirkung vom 1. August 1945 die Industrie- und Handelskammer Augsburg erneut. Der Kammerbezirk wurde jedoch um den zur französischen Besatzungszone gehörenden Kreis Lindau reduziert. Eine Verfügung der französischen Militärbehörde vom 15. Mai 1946 gebar dort eine eigene IHK, die später zu den kleinsten im Bundesgebiet gehören sollte. In Augsburg fanden sich frei gewählte Unternehmensvertreter erstmals am 28. September 1948 zu einer Vollversammlung ein.

### Weitere Entwicklung
Im Jahr 1977 folgte eine Änderung der Namensbezeichnung in Industrie- und Handelskammer für Augsburg und Schwaben. Ab 1. Januar 2004 fusionierte sie mit der Industrie- und Handelskammer Lindau-Bodensee, damit erhielt die Organisation ihre jetzige Bezeichnung. Die Lindauer Außenstelle unterhält ein Mittelmeer-Projektbüro, dem unter anderem die Aufgabe anvertraut ist, die jahrhundertealten Geschäftsbeziehungen der schwäbischen Wirtschaft in den Mittelmeerraum weiter zu fördern. Die in 58 Jahren entstandenen Kontakte nach Österreich und in die Schweiz sollen auch nach der Fusion erhalten bleiben.

### Präsidenten
- 1843–1854 Ferdinand Benedikt von Schaezler
- 1855–1856 Carl Ludwig Forster
- 1857–1900 Johann Friedrich Albert von Hertel
- 1900–1919 Paul von Schmid
- 1920–1934 Christian Diesel
- 1934–1937 Walter Gaulis Clairmont
- 1938–1945 Robert Eisenmeier
- 1945–1958 Otto Adolf Heinrich Vogel
- 1958–1970 Georg Haindl
- 1970–1974 Willy-Werner Schwarz
- 1974–1975 Wilhelm Hübsch
- 1976–1979 Kurt Nill
- 1979–1995 Hans Haibel
- 1995–2009 Hannelore Leimer
- 2009–2023 Andreas Kopton (bis zu seinem Tod im April 2023)
- 2023–2024 Gerhard Pfeifer
- seit 2024 Reinhold Braun

## Spezielle Aktivitäten

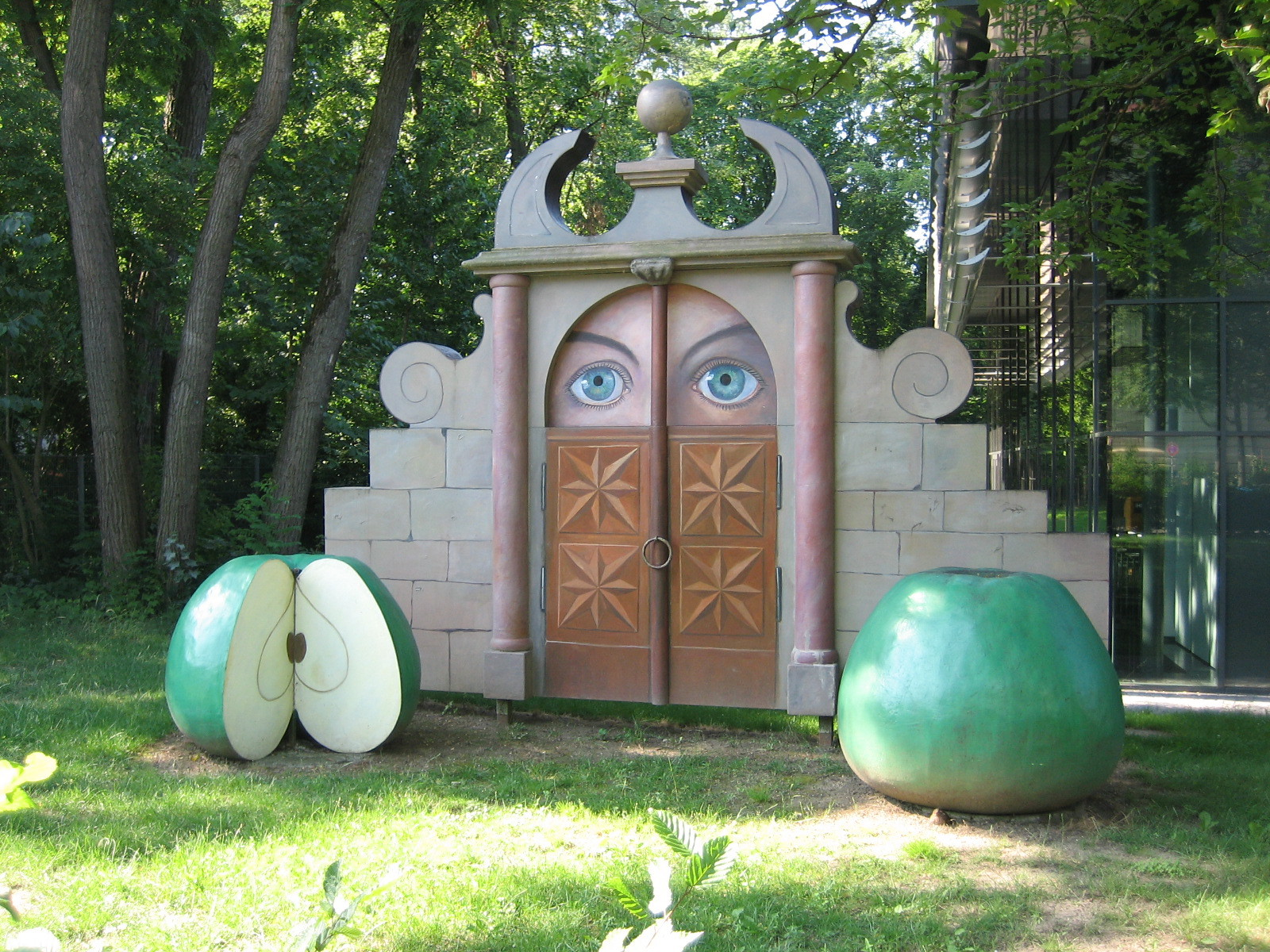
Skulptur von Florian Lettl, von einem Bild seines Vaters Wolfgang Lettl inspiriert, im Park der IHK

Von 1993 bis Dezember 2013 wurden im Lettl-Atrium des IHK-Gebäudes die Werke des Augsburger Surrealisten Wolfgang Lettl gezeigt. Die Dauerausstellung wurde aus Anlass des 150-jährigen Bestehens der Kammer eingerichtet. Der Auszug des Lettl-Atriums erfolgte aufgrund von nötigen Umbau- und Sanierungsarbeiten.
Die IHK Schwaben ist Herausgeber der Mitgliederzeitschrift Bayerisch-Schwäbische Wirtschaft. Ihre monatliche Auflage beträgt rund 40.000 Exemplare. Die verbreitete Druckauflage betrug laut IVW im 1. Quartal 2019 insgesamt 37.582 Stück.
Die IHK Akademie Schwaben ist eine hundertprozentige Tochter der IHK Schwaben. Ansonsten ist die IHK Schwaben mit mindestens 50 Prozent beteiligt am Umwelt-Technologischen Gründerzentrum (UTG) in Augsburg sowie am Management Centrum Schloss Lautrach.